# CF Os Belenenses
Clube de Futebol Os Belenenses, známý též pod zkráceným názvem Belenenses, je portugalský fotbalový klub z Lisabonu, ze čtvrti Belém, podle níž je i pojmenován ("Belemští"). Založen byl roku 1919. Jednou se stal portugalským mistrem (1945/46), třikrát získal portugalský fotbalový pohár (1941/42, 1959/60, 1988/89).

## Úspěchy
- 1× vítěz Primera Ligy (1945/46)[1]
- 3× vítěz portugalského fotbalového poháru (1941/42, 1959/60, 1988/89)[2]
- 1× vítěz Segunda Ligy (2012/13)[3]
- 1× vítěz Segunda Divisão – Zona Sul (1983/84)[pozn. 1][4]

## Výsledky v evropských pohárech

### Pohár UEFA / Evropská liga
| Sezóna  | Tým               | Tým 2                   | 1. zápas | 2. zápas | 3. zápas   |
| ------- | ----------------- | ----------------------- | -------- | -------- | ---------- |
| 1961–62 | Hibernian         | Belenenses              | 3–3      | 3–0      |            |
| 1962–63 | Belenenses        | FC Barcelona            | 1–1      | 1–1      | 2–3        |
| 1963–64 | Trešnjevka Zagreb | Belenenses              | 0–2      | 1–2      |            |
| 1963–64 | AS Řím            | Belenenses              | 2–1      | 1–0      |            |
| 1964–65 | Belenenses        | Shelbourne FC           | 1–1      | 0–0      | 1–2        |
| 1973–74 | Belenenses        | Wolverhampton Wanderers | 0–2      | 1–2      |            |
| 1976–77 | Belenenses        | FC Barcelona            | 2–2      | 2–3      |            |
| 1987–88 | FC Barcelona      | Belenenses              | 2–0      | 0–1      |            |
| 1988–89 | Bayer Leverkusen  | Belenenses              | 0–1      | 0–1      |            |
| 1988–89 | FK Velež Mostar   | Belenenses              | 0–0      | 0–0      | 4–3 (pen.) |
| 2007–08 | FC Bayern Mnichov | Belenenses              | 1–0      | 2–0      |            |

### Pohár vítězů pohárů
| Sezóna  | Tým 1      | Tým 2     | 1. zápas | 2. zápas |
| ------- | ---------- | --------- | -------- | -------- |
| 1989–90 | Belenenses | AS Monaco | 1–1      | 0–3      |